# Нопальтепек (Мехико)
Нопальтепек (исп. Nopaltepec) — муниципалитет в Мексике, входит в штат Мехико.

## История
Город основан в 1871 году .